# Apatania fimbriata
Apatania fimbriata är en nattsländeart som först beskrevs av Francois Jules Pictet de la Rive 1834.  Apatania fimbriata ingår i släktet Apatania och familjen Apataniidae. Inga underarter finns listade i Catalogue of Life.